# داريل يونغ (لاعب كرة قدم أمريكية)
داريل يونغ (بالإنجليزية: Darrel Young)‏ هو لاعب كرة قدم أمريكية أمريكي، ولد في 8 أبريل 1987 في نورث أميتيفيل في الولايات المتحدة.

## وصلات خارجية
- داريل يونغ على موقع مرجع كرة القدم المحترفة.كوم (الإنجليزية)